# Gubernias bálticos

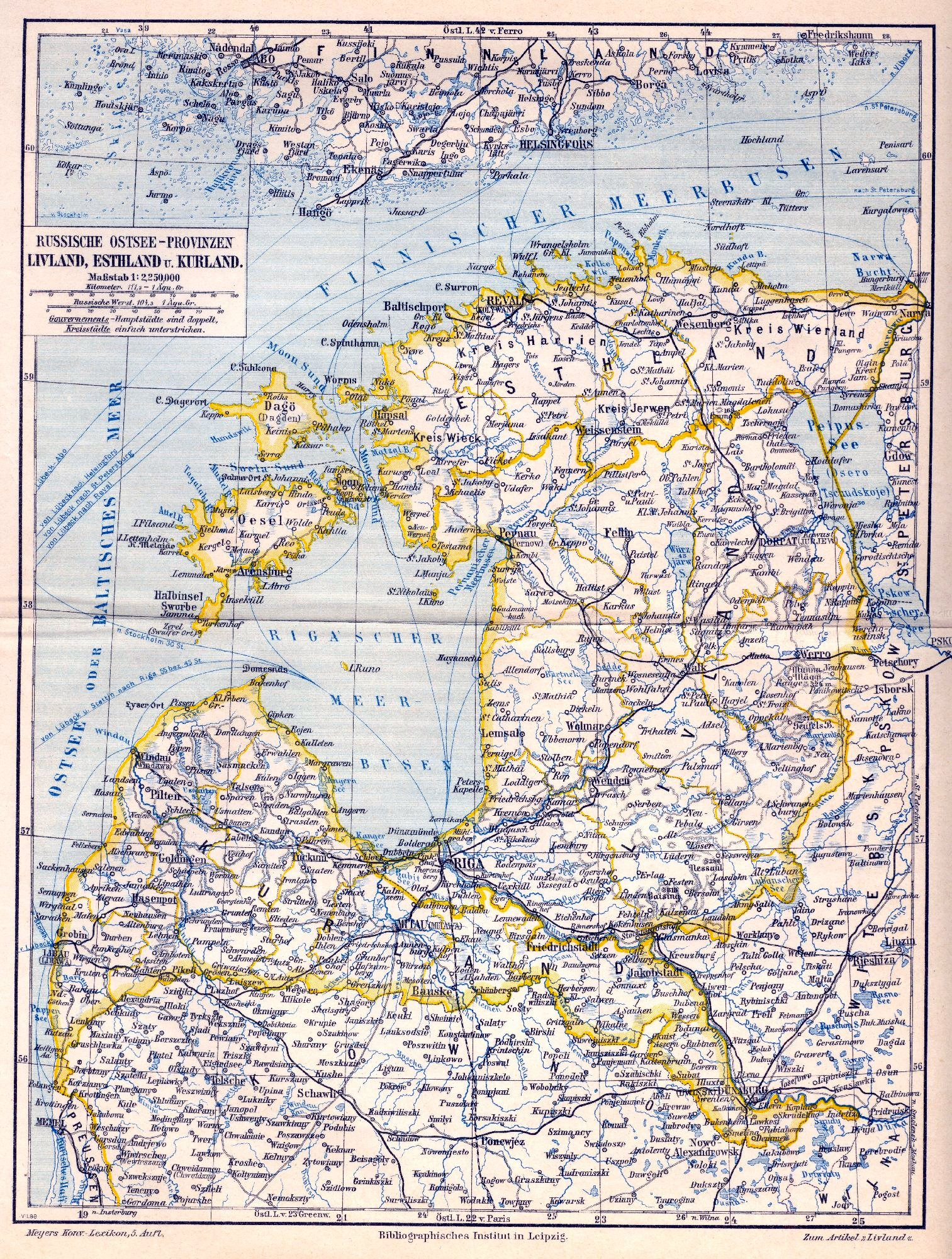
Mapa dos Governorados Báticos.

Gubernias bálticos (russo: Прибалтийские губернии) ou Governadoria-geral do Báltico, originalmente Gubernias de Ostsee (alemão: Ostseegouvernements, russo: Остзейские губернии), era um nome coletivo para as unidades administrativas do Império Russo estabelecidas nos territórios da Estônia Sueca, Livônia Sueca (1721) e, mais tarde, do Ducado da Curlândia e Semigalia (1795).